# Antoinette Amalie af Braunschweig-Wolfenbüttel
Antoinette Amalie af Braunschweig-Wolffenbüttel (født 14. april eller 22. april 1696, død 6. marts 1762) var hertuginde af Braunschweig-Wolfenbüttel; gift i Braunschweig 15. oktober 1712 med sin fars fætter hertug Ferdinand Albrecht 2. af Braunschweig-Wolfenbüttel. Hun var datter af hertug Ludvig Rudolf af Braunschweig-Wolfenbüttel og Christine Louise af Oettingen.
Antoinette Amalie var indirekte arving til Braunschweig-Wolfenbüttel; ved hendes fars død 1735 efterfulgtes han af hendes ægtefælle. Denne døde samme år og efterfulgtes af hendes søn.

## Børn
1. Karl I, hertug af Braunschweig-Wolfenbüttel (1. august 1713 – 26. marts 1780) gift med Prinsesse Philippine Charlotte af Preussen.
2. Anton Ulrik af Braunschweig-Wolfenbüttel (28. august 1714 – 4. maj 1774) gift med storfyrstinde Anna Leopoldovna af Rusland.
3. Elisabeth Christine af Braunschweig-Wolfenbüttel (8. november 1715 – 13. januar 1797) gift med Frederick II af Preussen.
4. Louis Ernest af Braunschweig-Wolfenbüttel (25. september 1718 – 12. maj 1788) ugift.
5. Ferdinand af Braunschweig-Wolfenbüttel (12. januar 1721 – 3. juli 1792) ugift.
6. Luise af Braunschweig-Wolfenbüttel (29. januar 1722 – 13. januar 1780)gift med rins Augustus William af Preussen.
7. Sophie Antoinette af Braunschweig-Wolfenbüttel (13/23. januar 1724 – 17. maj 1802) gift med Ernest Frederick, hertug af Sachsen-Coburg-Saalfeld.
8. Albert af Braunschweig-Wolfenbüttel (1725–1745) ugift.
9. Charlotte af Braunschweig-Wolfenbüttel (1725–1766) ugift.
10. Theresa Natalie af Braunschweig-Wolfenbüttel (4. juni 1728 – 26. juni 1778) ugift.
11. Juliane Marie af Braunschweig-Wolfenbüttel (4. september 1729 – 10. oktober 1796) gift med Frederik V af Danmark.
12. Frederick William af Braunschweig-Wolfenbüttel (1731–1732) døde som barn.
13. Frederick Francis af Braunschweig-Wolfenbüttel (1732–1758) ugift.